# Coração de Neon
Coração de Neon é um longa-metragem brasileiro, dos gêneros drama e ação, escrito e dirigido por Lucas Estevan Soares e produzido por Rhaissa Gonçalves. Estrelado pelo mesmo Lucas Estevan Soares e por Ana de Ferro e Wawa Black, o filme foi exibido pela primeira vez em 7 de abril de 2022 no Cinemark Memorial City, em Houston (EUA). A partir daí participou de diversos festivais nacionais e internacionais e foi bem recebido pela crítica, estreando nos cinemas brasileiros no dia 9 de março de 2023.
O longa é o primeiro filme brasileiro com tecnologia de “som imersivo” Dolby Atmos 9.1, que coloca o espectador em uma “bolha” na qual o som pode ser emitido de qualquer posição, a depender do que ocorrer no filme, permitindo ao ouvinte perceber a diferença entre sons recebidos de diferentes direções.
A produção recebeu várias indicações, sendo premiada no Festival Internacional de Cinema de Moscou, na Rússia, no Festival Internacional de Cinema de Houston (WorldFest Houston), nos Estados Unidos, e no FestCine Pedra Azul, no Espírito Santo. No 75o Marché du Film, evento paralelo e “contrapartida comercial” do Festival de Cannes, na França, Coração de Neon foi citado como “grande exemplo do novo cinema popular brasileiro”.

## Sinopse
Fernando acompanha seu pai em seu serviço de telemensagem, o “Coração de Neon”. A bordo de um carro personalizado eles são contratados para realizar mensagens ao vivo. Após uma apresentação que terminou em tragédia, a vida de Fernando muda por completo e ele embarca em uma jornada alucinante em nome do amor.

## Elenco
| Ator/Atriz           | Personagem      |
| -------------------- | --------------- |
| Lucas Estevan Soares | Fernando        |
| Ana de Ferro         | Andressa        |
| Paulo Matos          | Lau (Laudércio) |
| Wawa Black           | Dinho           |
| Wagner Jovanaci      | Gomes           |

## Produção
Coração de Neon foi produzido por Rhaissa Gonçalves e Lucas Estevan Soares através da International House of Cinema (IHC), que financiou com recursos próprios 100% do orçamento de R$ 1,5 milhão empregado no projeto, captado por seus trabalhos desenvolvidos nos Estados Unidos. A produção independente, ao estilo “cinema de guerrilha”, não utilizou recursos de financiamento público.
O longa-metragem foi filmado no segundo semestre de 2019 em Curitiba, no bairro Boqueirão, com a pós-produção sendo realizada durante a pandemia de covid-19. Primeiro filme brasileiro finalizado com a tecnologia de som imersivo Dolby Atmos, o longa contou com um elenco inteiramente saído da cena artística curitibana.
A ideia para o projeto surgiu do fascínio do diretor Lucas Estevan Soares pela dinâmica dos serviços de telemensagens, e daí imaginar uma perseguição envolvendo um desses veículos, materializado na obra como “Boquelove”, apelido do Ford Corcel Luxo de cor azul e ano 1975 que dá nome ao filme.

## Trilha sonora
A trilha sonora de Coração de Neon abraça vários artistas e estilos musicais, incluindo a própria equipe de produção do filme. Curiosidade: a faixa-título “Coração de Neon” não foi produzida especificamente para o longa. Lançada entre 2017 e 2019 pela rapper brasiliense BellaDona, o diretor Lucas Estevan Soares percebeu a afinidade latente entre a canção e o seu filme. Convite feito, convite aceito: a música foi incorporada à produção e ganhou videoclipe oficial em dezembro de 2022.
| Faixas         |                      |                                       |         |  |
| N.º            | Título               | Intérprete                            | Duração |  |
| 1.             | "Só de Pensar"       | Gustavo Andriewiski                   | 4:51    |  |
| 2.             | "Olhos ao Chão"      | Lucas Estevan Soares                  | 3:54    |  |
| 3.             | "Senhor Compositor"  | Cacá Ribeiro                          | 3:34    |  |
| 4.             | "Tá Sabendo"         | P.A & P.H                             | 3:03    |  |
| 5.             | "# Boquera"          | Lucas Estevan Soares                  | 3:26    |  |
| 6.             | "Coração de Neon"    | BellaDona                             | 3:23    |  |
| 7.             | "Em Busca Desse Mar" | Lucas Estevan Soares                  | 2:49    |  |
| 8.             | "Voa Plena"          | Lucas Estevan Soares, Willian San'Per | 4:59    |  |
| 9.             | "Fui Tempestade"     | Lucas Estevan Soares, Jotta Valiente  | 2:56    |  |
| 10.            | "Tô no Pique"        | P.A & P.H                             | 2:56    |  |
| Duração total: | Duração total:       | Duração total:                        | 35:47   |  |

## Lançamento
Coração de Neon foi exibido pela primeira vez em 7 de abril de 2022, na 55a edição do Festival Internacional de Cinema de Houston (WorldFest Houston), sendo agraciado com o Troféu Remi (categoria “Prêmio Especial do Júri”). Depois de participar de festivais de cinema na América do Norte, Europa e Ásia, desembarcou no Brasil no FestCine Pedra Azul, onde também foi premiado.
Antes de entrar no circuito comercial brasileiro o longa-metragem teve pré-estreia realizada no Teatro Positivo, em Curitiba, no dia 5 de março de 2023. A estreia nacional ocorreu em 9 de março de 2023 com exibição em 150 salas ao redor do país, e em abril do mesmo ano estreou na Argentina e no Uruguai.

## Recepção
Em Cannes, no 75o Marché du Film, Coração de Neon foi citado pelas peculiaridades “que o colocam entre o gênero de arte e o popular”, além de ter sido apontado como representante do “novo cinema popular brasileiro”.
A Rolling Stone saudou a “mudança de ares”, observando que ele “leva o espectador para longe de cenários já conhecidos pelo cinema nacional como São Paulo e Rio de Janeiro, e foge do clichê apresentando uma Curitiba ‘escondida’ e cheia de vida em seus subúrbios.”.
A Exame destacou a fotografia: “Seja nas cores do carro, nos takes no escuro ou até durante o pôr do sol, tudo parece bastante vivo.”.
O CinePop concedeu ao longa 4 estrelas (em 5 possíveis), definindo-o como “um potente drama que de forma simples, nada inventiva, apresenta seus fatos e desdobramentos da quebra de uma utopia e a descoberta de outras maneiras no saber viver.”.
A Fórum afirmou que “o filme também acerta a maneira como retrata a violência motivada por gênero e como ela contamina toda a sociedade mas, principalmente, como transforma – de maneira negativa – a vida de todos aqueles que vivem no universo da vítima. Ninguém sai ileso.”.
Entre os agregadores de críticas o IMDb registra nota “7,6 / 10” e o AdoroCinema, “3,7 / 5”.

## Prêmios e indicações
| Ano  | Prêmio/Festival                                                    | Categoria                                      | Resultado     |
| ---- | ------------------------------------------------------------------ | ---------------------------------------------- | ------------- |
| 2022 | 55o Festival Internacional de Cinema de Houston (WorldFest)        | Troféu Remi - Prêmio Especial do Júri          | Venceu        |
| 2022 | 24o Festival Internacional de Cinema RiverRun                      | Prêmio do Público                              | Indicado      |
| 2022 | 19o Big Apple Film Festival and Screenplay Competition (BAFF)      | Melhor Filme                                   | Semifinalista |
| 2022 | 11o Carmarthen Bay Film Festival (CBFF)                            | Filme                                          | Indicado      |
| 2022 | Tokyo Lift-Off Film Festival                                       |                                                | Indicado      |
| 2022 | 44o Festival Internacional de Cinema de Moscou                     | Melhor Filme em Língua Estrangeira             | Venceu        |
| 2022 | 5o FestCine Pedra Azul                                             | Melhor Filme                                   | Venceu        |
| 2022 | 5o FestCine Pedra Azul                                             | Melhor Direção (Lucas Estevan Soares)          | Venceu        |
| 2022 | 5o FestCine Pedra Azul                                             | Melhor Roteiro (Lucas Estevan Soares)          | Venceu        |
| 2022 | 5o FestCine Pedra Azul                                             | Melhor Atriz (Ana de Ferro)                    | Indicada      |
| 2022 | 5o FestCine Pedra Azul                                             | Melhor Ator (Lucas Estevan Soares)             | Indicado      |
| 2022 | 5o FestCine Pedra Azul                                             | Melhor Diretor de Fotografia (Eduardo Ribeiro) | Indicado      |
| 2022 | 30o Cinequest Film & VR Festival                                   | Melhor Filme de Drama                          | Finalista     |
| 2022 | 5o Nòt Film Fest                                                   | Shooting Star Features                         | Indicado      |
| 2022 | 12o Festival Internacional de Cinema de Balneário Camboriú (FICBC) | Longas - Prêmio Bilo de Cinema                 | Indicado      |